# 중현초등학교 (부산)
중현초등학교(--初等學校)는 대한민국 부산광역시 사하구에 있는 공립 초등학교이다.

## 연혁
- 1996년 9월 1일: 개교(다대초등학교에서 분리 개교)